# Earophila eckfordii
Earophila eckfordii är en fjärilsart som beskrevs av Smith 1947. Earophila eckfordii ingår i släktet Earophila och familjen mätare. Inga underarter finns listade i Catalogue of Life.